# ریوو
ریوو (به لهستانی:  Ryjewo) یک روستا در لهستان است که در گمینا ریوو واقع شده‌است. ریوو ۲٬۹۱۴ نفر جمعیت دارد.